# أبو نصير (عمان)
منطقة أبو نصير إحدى مناطق عمان الغربية " شمال عمان "، وهي تقع بين منطقتي الجبيهة وشفا بدران، وتتبع إدارياً إلى متصرفية لواء الجامعة، يبلغ عدد سكان المنطقة حوالي 100 ألف نسمة، وتبلغ مساحتها 7 آلاف كيلومتر مربع.

## تاريخ منطقة أبو نصير
أنشأت مؤسسة الإسكان في بداية الثمانينات من القرن الماضي منطقة أبو نصير بمرحلته الأولى؛ إلا أنه بعدها بدأ الإنتشار العمراني والسكاني بمراحله المتعددة، في عام 1987م تم ضم المنطقة إلى أمانة عمان الكبرى؛ لتصبح المنطقة رقم 20 في الأمانة. تمّت تسمية المنطقة بهذا الاسم نسبة إلى مقام الصحابي موسى بن نصير.

## حدود وأحياء أبو نصير
يحد المنطقة من الغرب منطقة الجبيهة، ومن الشمال والشرق منطقة شفا بدران، ومن الجنوب قرية أبو نصير، وتضم المنطقة 7 أحياء وهي: حي البسالة، والضياء، والسعادة، والأمانة، والفاروق، والمحبة، والكرامة.

## الخدمات الصحية في أبو نصير
تضم المنطقة مركزاً صحياً يقدّم العديد من الخدمات الصحية التي يحتاجها أهالي المنطقة، إلا أن المنطقة تفتقر لوجود مستشفى فيها، ولكنها تضم مستشفى خاص بالطب النفسي والإدمان وهو مركز مستشفى الرشيد.